# ヒポタウリンデヒドロゲナーゼ
ヒポタウリンデヒドロゲナーゼ（hypotaurine dehydrogenase）は、タウリンおよびヒポタウリン代謝酵素の一つで、次の化学反応を触媒する酸化還元酵素である。
ヒポタウリン + H2O + NAD+ {\displaystyle \rightleftharpoons } タウリン + NADH + H+
反応式の通り、この酵素の基質はヒポタウリンとH2OとNAD+、生成物はタウリンとNADHとH+である。補因子としてヘムとモリブデンを用いる。
組織名はhypotaurine:NAD+ oxidoreductaseである。